# Аспен (Колорадо)
А́спен (англ. Aspen) — город в штате Колорадо, известен горнолыжным курортом (известен горами вокруг него и окружающим город национальным лесом Уайт-Ривер) и как место отдыха знаменитостей. Недвижимость в Аспене — одна из самых дорогих в США. В Аспене регулярно проходят крупнейшие горнолыжные соревнования, включая этапы Кубка мира.
Основан в 1879 году, нынешнее название носит с 1880 года. Население — 6658 жителей (на 2010 год), 6871 человек по оценке 2016 года.
Аспен также принимает ежегодно зимние X-Games, а именно соревнования по фристайлу и сноуборду.
Дома в Аспене есть у многих известных американцев — Майкла Дугласа, Мартины Навратиловой, Джека Николсона, Дона Джонсона и т. д. С 1971 по 1997 год в городе жил популярный фолк-музыкант Джон Денвер, считающийся самым коммерчески успешным сольным исполнителем в истории фолк-музыки. Денвер посвятил Аспену две песни.
В 2002 году в городе прошли Всемирные экстремальные игры.

## Города-побратимы
- Шамони, Франция
- Гармиш-Партенкирхен, Германия
- Давос, Швейцария
- Канфранк, Испания
- Куинстаун, Новая Зеландия
- Симукаппу, Япония
- Сан-Карлос-де-Барилоче, Аргентина

## Политика
В 1970 журналист и писатель Хантер Томпсон баллотировался на пост шерифа округа Питкин (Колорадо), столицей которого является Аспен. Основными пунктами его программы были легализация наркотиков (частного употребления, но не торговли), снос всех высоких зданий (чтобы не заслоняли красивые горные пейзажи) и переименование города Аспен в «Город жира» (Fat City). Он проиграл выборы, собрав 44 % голосов; при этом за несколько дней до голосования республиканский кандидат снял свою кандидатуру с голосования, чтобы помочь кандидату-демократу победить писателя.

## Галерея

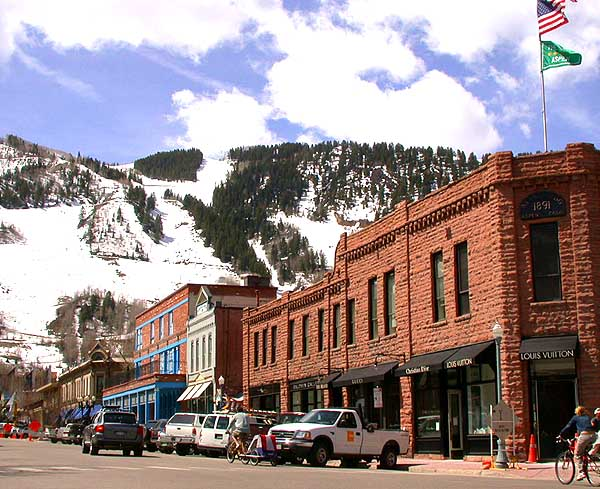
Центр города зимой…
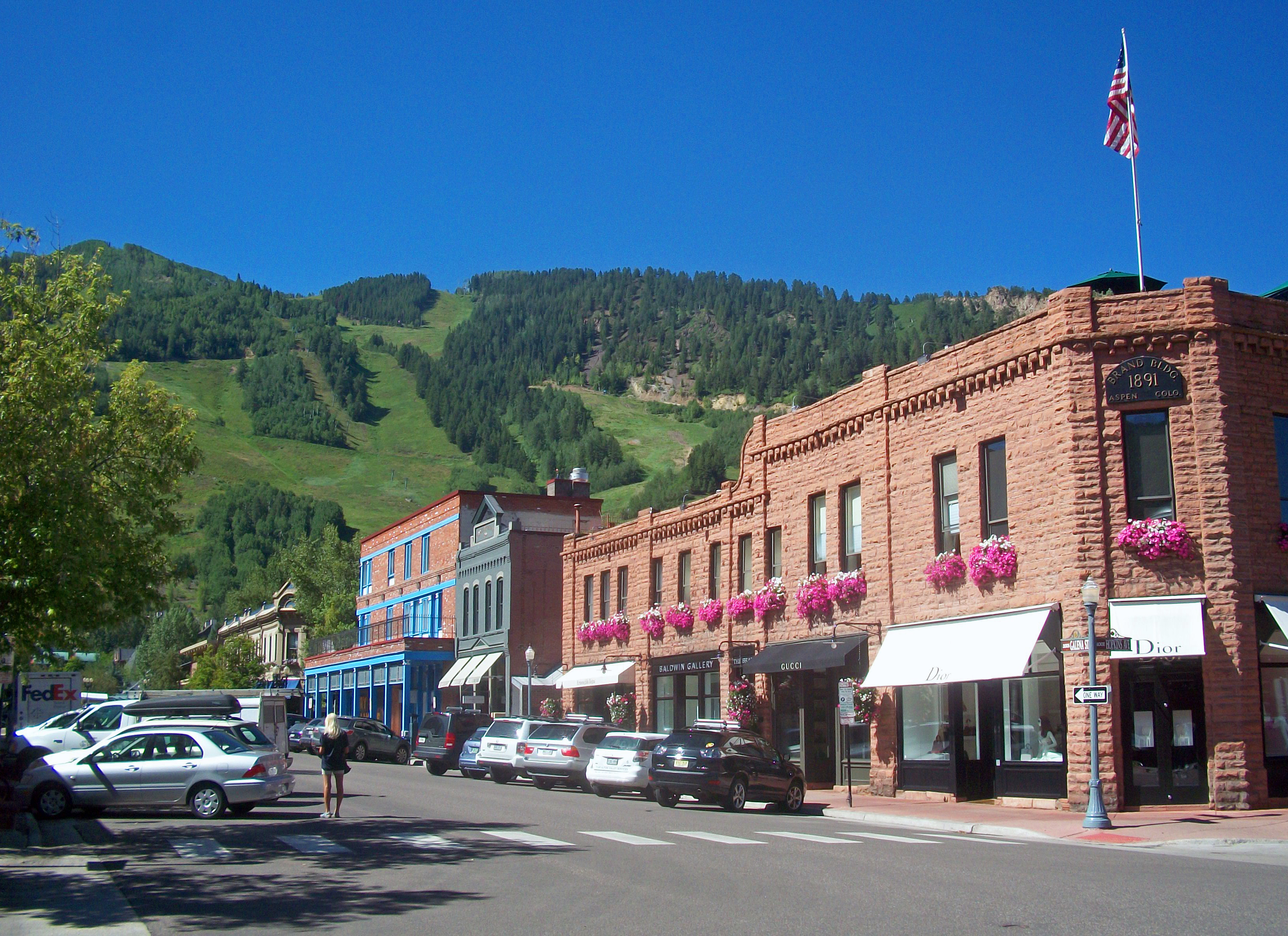
… и летом
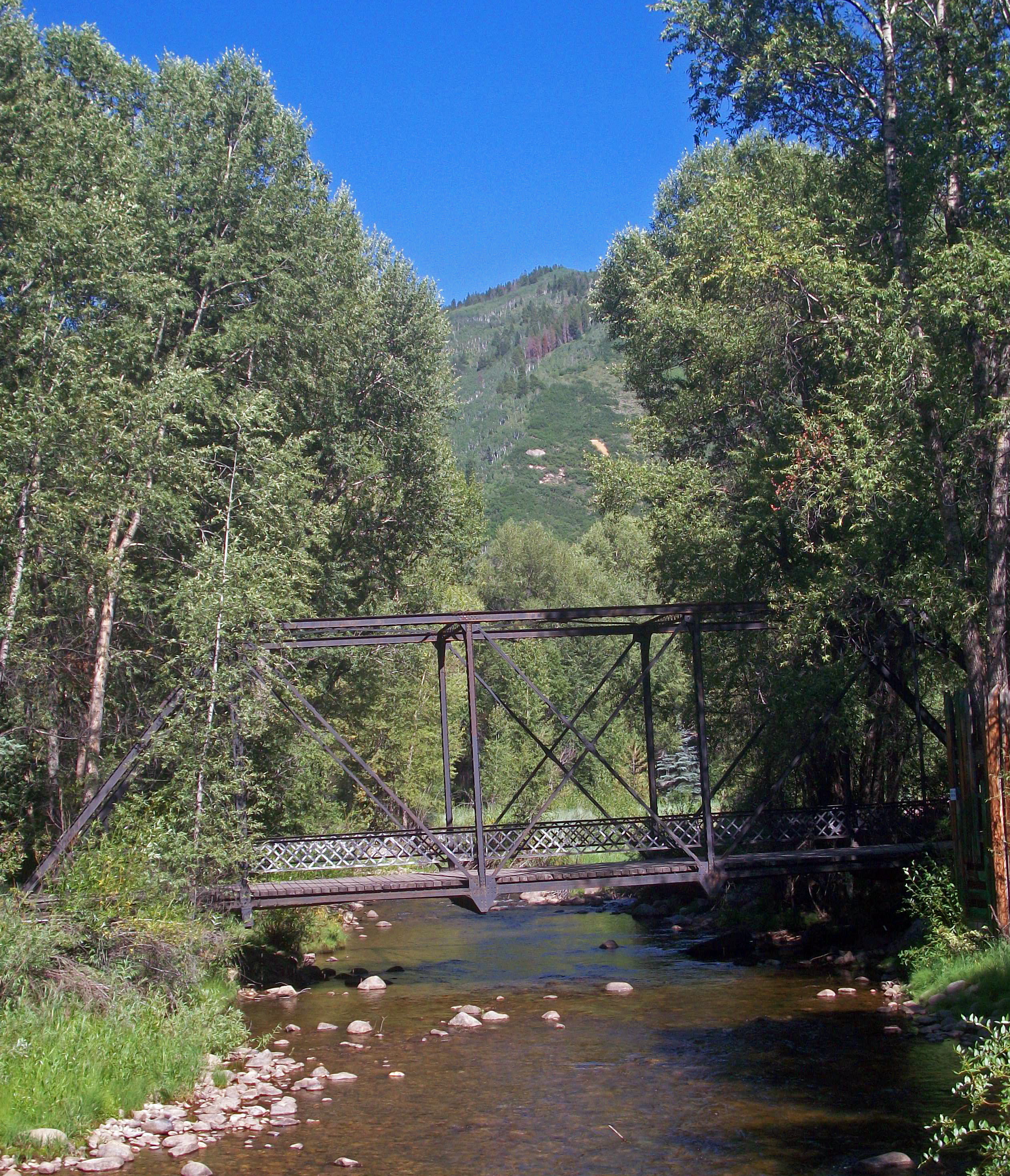
Мост Шили